# Ундоровский минеральный источник
Ундоровский минеральный источник — памятник природы Ульяновской области, входит в состав ООПТ Ульяновской области.  Площадь охраняемой зоны — 11 га.

## Географическое положение
Источники расположены в районе села Ундоры Ульяновского района Ульяновской области.

## Основные особенности
Вода Главного источника по химическому составу относится к сульфатно-гидрокарбонатным магниево-кальциевым лечебно-столовым минеральным водам и является единственным аналогом всемирно-известной воды «Нафтуся». Причём Ундоровская минеральная вода даже превосходит Нафтусю по содержанию органических веществ. Кроме Ундоровской минеральной воды также имеются сульфатная минеральная вода типа Дороховской и рассолы, которые добываются из скважин. 
Ундоровские минеральные воды и рассолы используются для лечения широкого спектра заболеваний, таких как мочекаменная болезнь, заболевания мочеполовой сферы, урологические заболевания, болезни сердечно-сосудистой и костно-мышечной системы. Лечение этих заболеваний производится на базе Санатория Ундоры АО Ульяновсккурорт. Санаторий был создан в 1987 году. В конце XIX века в обширном архиве Александра Петровича Языкова (сына П. М. Языкова) членами Симбирской учёной архивной комиссии было обнаружено свидетельство, сосланного в Симбирскую губернию, вице-президента Академии художеств А. Ф. Лабзина «О целебных свойствах Ундоровских вод». В 1950-х годах с этим свидетельством, которое хранится в областном Краеведческом музее, познакомился ульяновский врач Е. М. Чучкалов, который отправил ундоровскую воду на исследование в Москву. Её целебные свойства подтвердились и было принято решение об открытии Ундоровского курорта.
Вода из источника распространяется под наименованием Волжанка.